# Édouard Butin
Édouard Butin (Dole, 13 giugno 1988) è un ex calciatore francese, di ruolo attaccante.

## Carriera

### Club

#### Gli inizi al Sochaux
Cresciuto nelle giovanili del Sochaux, inizia la sua carriera professionistica nella seconda squadra del club. A partire dal 2008 viene integrato in prima squadra, facendo il suo esordio in Ligue 1 nel settembre successivo nell'1-1 contro il Lilla, subentrando al minuto 64 al compagno Sloan Privat. Il 23 dicembre 2009 realizza il primo gol nel massimo campionato francese, sua la rete del 2-0 finale nella vittoria interna contro lo Stade Rennais. Il 18 agosto 2011 fa anche il suo esordio in Europa League, in casa del Metalist (0-0 finale). Nel marzo 2012 si rompe il legamento crociato, restando fuori dai campi per più di 180 giorni. Con i gialloblu disputa 7 stagioni, mantenendo sempre la categoria (5º posto nella stagione 2010-2011) ad eccezione del 2013-2014, anno della retrocessione in Ligue 2.

#### Valenciennes e Brest
Il 21 luglio 2015 viene acquistato dal Valenciennes, militante in Ligue 2. Il 31 luglio successivo disputa la prima gara, entrando a 20 dalla fine su Angelo Fulgini nella vittoria esterna per 0-1 contro il Chamois Niort.  Realizza appena 6 gol in due stagioni con 38 presenze, molte delle quali da subentrante. Nell'estate 2017, passa al Brest. Con la squadra bretone trova maggiore minutaggio e qualche gol in più. Nella stagione 2018-2019, inoltre, ottiene la promozione in Ligue 1 ma a fine stagione rimane svincolato.

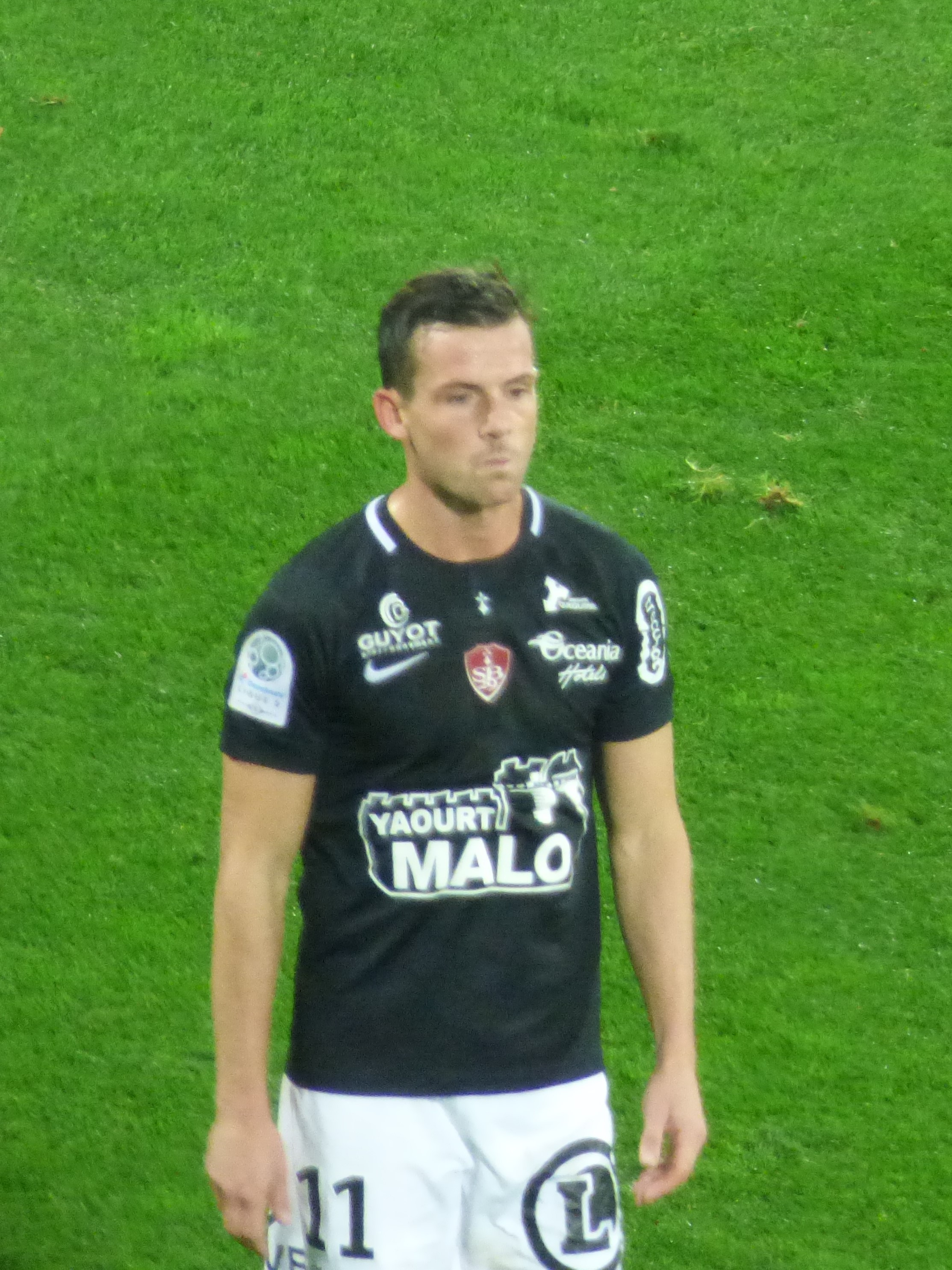
Édouard nel 2018

#### Orléans
Dopo svariati mesi senza una squadra, nel dicembre 2019 trova un accordo con l'Orléans.

### Nazionale
Nel 2010 ha fatto parte della selezione Under 20 francese, disputando 3 partite e realizzando 2 gol durante il Torneo di Tolone. Fa il suo esordio durante la fase a gironi del Gruppo A contro la Colombia (vittoria per 2-0), ma è solo nella gara successiva che trova la prima realizzazione (4-1 al Giappone).

## Statistiche

### Cronologia presenze e reti in Nazionale
| Cronologia completa delle presenze e delle reti in nazionale ― Francia under 20 | Cronologia completa delle presenze e delle reti in nazionale ― Francia under 20 | Cronologia completa delle presenze e delle reti in nazionale ― Francia under 20 | Cronologia completa delle presenze e delle reti in nazionale ― Francia under 20 | Cronologia completa delle presenze e delle reti in nazionale ― Francia under 20 | Cronologia completa delle presenze e delle reti in nazionale ― Francia under 20 | Cronologia completa delle presenze e delle reti in nazionale ― Francia under 20 | Cronologia completa delle presenze e delle reti in nazionale ― Francia under 20 |
| Data                                                                            | Città                                                                           | In casa                                                                         | Risultato                                                                       | Ospiti                                                                          | Competizione                                                                    | Reti                                                                            | Note                                                                            |
| ------------------------------------------------------------------------------- | ------------------------------------------------------------------------------- | ------------------------------------------------------------------------------- | ------------------------------------------------------------------------------- | ------------------------------------------------------------------------------- | ------------------------------------------------------------------------------- | ------------------------------------------------------------------------------- | ------------------------------------------------------------------------------- |
| 18-5-2010                                                                       | Nizza                                                                           | Francia under 20                                                                | 2 – 0                                                                           | Colombia under 20                                                               | Amichevole                                                                      | -                                                                               |                                                                                 |
| 20-5-2010                                                                       | Hyères                                                                          | Francia under 20                                                                | 4 – 1                                                                           | Giappone under 20                                                               | Amichevole                                                                      | 1                                                                               |                                                                                 |
| 25-5-2010                                                                       | Tolone                                                                          | Danimarca under 20                                                              | 3 – 2                                                                           | Francia under 20                                                                | Amichevole                                                                      | 1                                                                               |                                                                                 |
| Totale                                                                          |                                                                                 | Presenze                                                                        | 3                                                                               |                                                                                 | Reti                                                                            | 2                                                                               |                                                                                 |